# Oldsmobile Cutlass (1997)
Oldsmobile Cutlass – samochód osobowy klasy średniej produkowany pod amerykańską marką Oldsmobile w latach 1997–1999.

## Historia i opis modelu

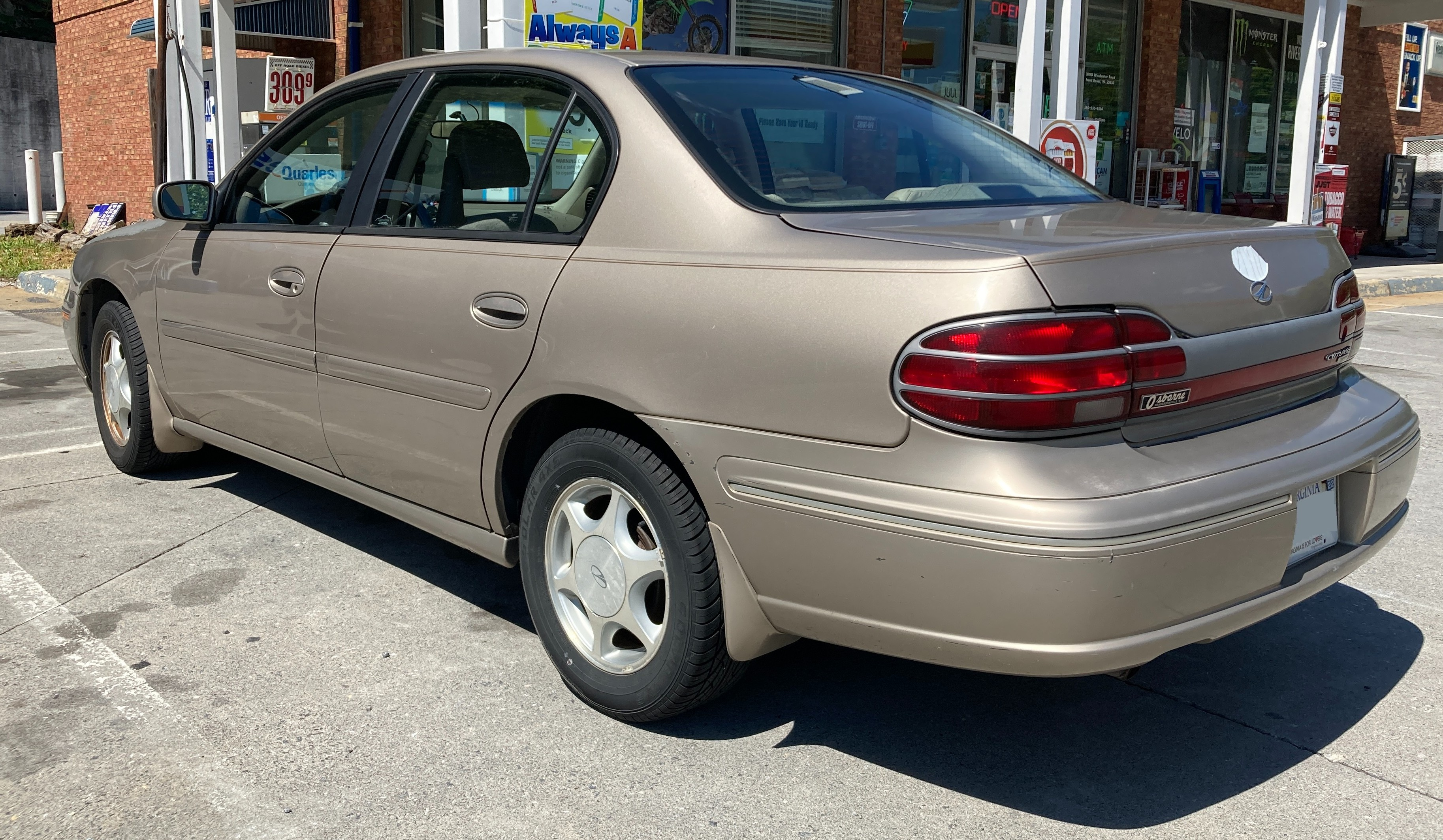
Oldsmobile Cutlass – tył

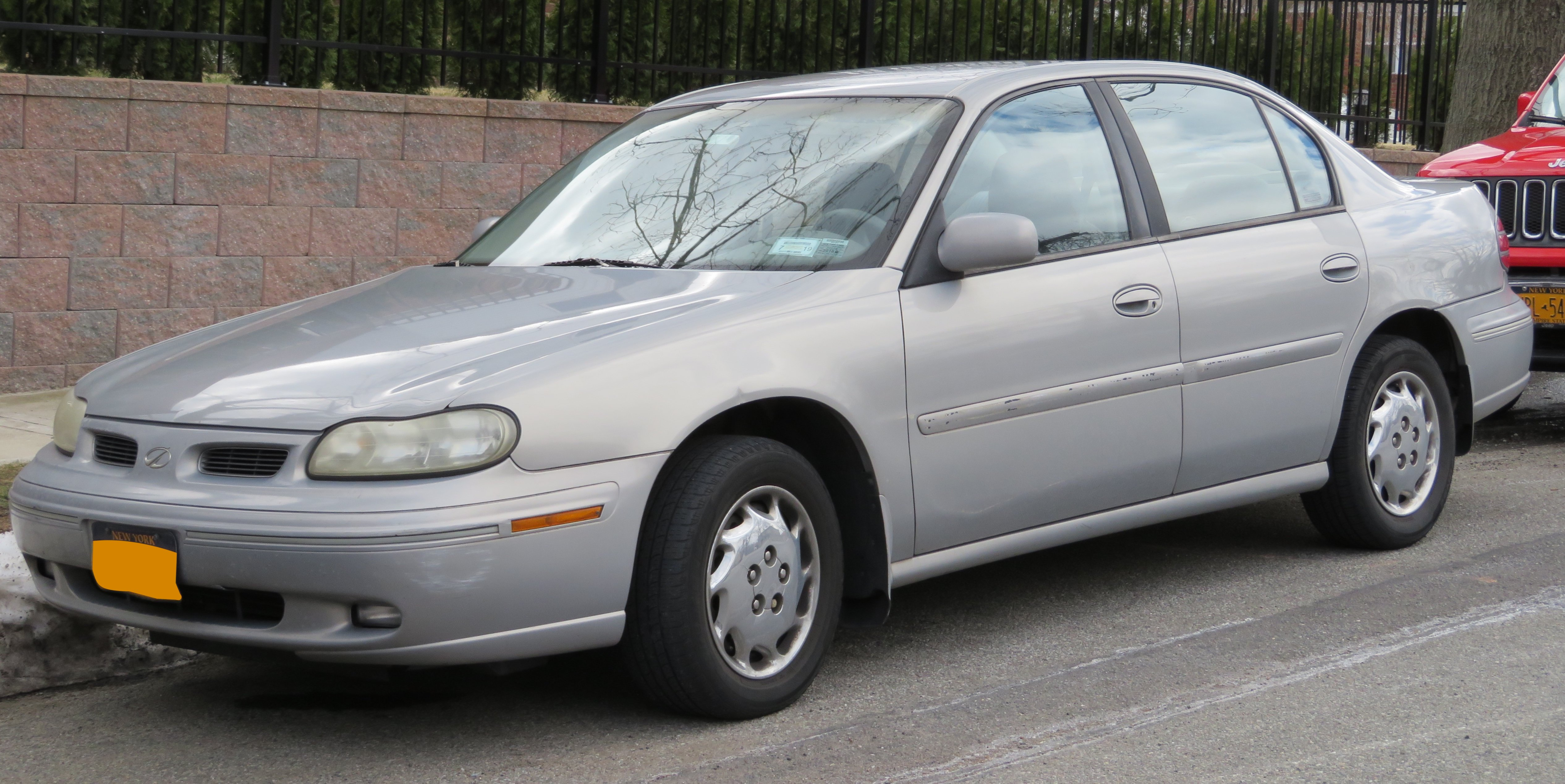
Oldsmobile Cutlass GLX

W 1997 roku Oldsmobile zdecydowało się wskrzesić niestosowaną od 1981 roku nazwę Cutlass dla bliźniaczej odmiany średniej wielkości sedana Chevrolet Malibu, która w dotychczasowej ofercie producenta zastąpiła model Achieva.
Samochód odróżniał się od niego innym wyglądem atrapy chłodnicy i przedniego zderzaka, a także innym wyglądem klapy bagażnika i tylnych lamp, które przyjęły formę jednoczęściowego pasa biegnącego przez całą szerokość nadwozia. Samochód dostępny był tylko jako 4-drzwiowy sedan.

### Sprzedaż
Oldsmobile Cutlass sprzedawany był z myślą wyłącznie o Stanach Zjednoczonych (w Kanadzie nie oferowano). Produkcja modelu trwała tylko 2 lata, po czym Cutlass został zastąpiony przez zupełnie nową konstrukcją Alero.

### Silniki
- L4 2.2l L61
- L4 2.4l LD9
- V6 3.1l L82
- V6 3.1l LG8